# Mercenary (band)
Mercenary is een Deense melodieuzedeathmetalband die in 1991 in Aalborg is opgericht. De band bestaat uit de zanger René Pedersen, leadgitarist Jakob Mølbjerg, gitarist Martin Buus en drummer Martin Nielsen. De bandnaam is afkomstig van het nummer Ghost of War van de band Slayer. Van de stichtende leden (Jakob Johnsen, Hans Jørgen Andersen, Andreas W. Hansen en Henrik Andersen) is niemand meer actief in Mercenary.
In 2009 vonden er grote wijzigingen plaats in de bezetting van de band, waarbij de helft van de leden verdween, waaronder toenmalig leadzanger Mikkel Sandager.
Het album Architect of Lies behaalde in 2008 een 35e plek in de Deense albumlijst.

## Discografie

### Studioalbums
- First Breath (1998)
- Everblack (2002)
- 11 Dreams (2004)
- The Hours That Remain (2006)
- Architect of Lies (2007)
- Metamorphosis (2011)
- Through Our Darkest Days (2013)

### Ep's
- Supremacy (1996)

### Verzamelalbums
- Retrospective (2006)

### Demo's
- Domicile (1993)
- Gummizild (1994)